# Charles Cooper (attore)
Charles Darwin Cooper (San Francisco, 11 agosto 1926 – Los Angeles, 29 novembre 2013) è stato un attore statunitense.

## Biografia
Dopo una lunga sequela di partecipazioni a singoli episodi di serie televisive di vario genere, in particolare western e poliziesche, tra il 1981 e il 1982, interpreta lo sceriffo in 13 episodi della prima e seconda stagione della serie televisiva I ragazzi di padre Murphy (Father Murphy).
Nel 1989 interpreta il generale Koord, un ambasciatore klingon parte della delegazione in visita al "pianeta della pace galattica" Nimbus III, nel quinto film della saga cinematografica dell'equipaggio della serie classica del franchise di Star Trek, Star Trek V - L'ultima frontiera (Star Trek V: The Final Frontier), diretto dallo stesso William Shatner, l'attore interprete del protagonista, il capitano della nave stellare USS Enterprise NCC-1701-A, James T. Kirk. Ritorna a interpretare un altro klingon, il cancelliere dell'Alto Consiglio Klingon K'mpec, negli episodi della terza e quarta stagione della serie televisiva Star Trek: The Next Generation, I peccati del padre (Sins of the Father, 1990) e Successione (Reunion, 1990).

## Filmografia parziale

### Cinema
- Mr. H.C. Andersen, regia di Ronald Haines (1950)
- Il ladro (The Wrong Man), regia di Alfred Hitchcock (1956)
- A Dog's Best Friend, regia di Edward L. Cahn (1959)
- Pistole fiammeggianti (Gun Fight), regia di Edward L. Cahn (1961)
- Io sono perversa (The Big Bounce), regia di Alex March (1969)
- Valet Girls, regia di Rafal Zielinski (1986)
- Twice Under, regia di Dean Crow (1989)
- Star Trek V - L'ultima frontiera (Star Trek V: The Final Frontier), regia di William Shatner (1989) - Koord
- Furia cieca (Blind Fury), regia di Phillip Noyce (1989)
- Panther, regia di Mario Van Peebles (1995)
- Huntress: Spirit of the Night, regia di Mark Manos (1995)
- April's Fool, regia di Paul Geiger (2001)

### Televisione
- Pulitzer Prize Playhouse - serie TV, episodio 1x24 (1951)
- Suspense – serie TV, episodi 4x11-4x18 (1951-1952)
- Studio One – serie TV, episodi 4x29-8x19 (1952-1956)
- Alfred Hitchcock presenta (Alfred Hitchcock Presents) – serie TV, episodi 2x25-2x26-2x27 (1957)
- The Alcoa Hour – serie TV, episodio 2x20 (1957)
- Sugarfoot – serie TV, episodio 1x14 (1958)
- Westinghouse Desilu Playhouse – serie TV, episodio 1x02 (1958)
- Ricercato vivo o morto (Wanted: Dead or Alive) – serie TV, episodio 1x15 (1958)
- Gunsmoke – serie TV, episodi 3x36-4x17 (1958-1959)
- Maverick – serie TV, episodi 1x26-2x23-3x12 (1958-1959)
- Peter Gunn – serie TV, episodio 1x21 (1959)
- The Restless Gun – serie TV, episodi 2x15-2x24 (1959)
- The Texan – serie TV, episodi 1x16-1x36-2x41 (1959-1960)
- Perry Mason – serie TV, 4 episodi (1958-1962)
- The Rifleman – serie TV, 4 episodi (1958-1962)
- Men Into Space – serie TV, episodio 1x28 (1960)
- Il magnifico King (National Velvet) – serie TV, episodi 1x07-2x07 (1960-1961)
- The Aquanauts – serie TV, episodio 1x16 (1961)
- Death Valley Days – serie TV, 4 episodi (1963-1966)
- La setta del terrore (Conspiracy of Terror) – film TV (1975)
- L'ossessione di Miriam (The Strange Possession of Mrs. Oliver) – film TV (1977)
- L'inferno può attendere (Angel on My Shoulder) – film TV (1980)
- La quinta personalità (The Five of Me) – film TV (1981)
- Chiamami Einstein (Two of a Kind) – film TV (1982)
- I ragazzi di padre Murphy (Father Murphy) – serie TV, 13 episodi (1983)
- Star Trek: The Next Generation – serie TV, episodi 3x17-4x07 (1990) - K'mpec
- The Practice - Professione avvocati (The Practice) – serie TV, 5 episodi (1997-1999)

## Doppiatori italiani
Nelle versioni in italiano delle opere in cui ha recitato, Charles Cooper è stato doppiato da:
- Sandro Sardone  in Star Trek: The Next Generation (ep. 3x17)
- Renato Mori in Star Trek: The Next Generation (ep. 4x07)